# Gephyroctenus portovelho
Espèce
Gephyroctenus portovelho est une espèce d'araignées aranéomorphes de la famille des Ctenidae.

## Distribution
Cette espèce est endémique du Brésil. Elle se rencontre dans les États du Rondônia et d'Amazonas.

## Description
Le mâle holotype mesure 3,80 mm et la femelle paratype 4,10 mm.

## Étymologie
Son nom d'espèce lui a été donné en référence au lieu de sa découverte, Porto Velho.

## Publication originale
- Polotow & Brescovit, 2008 : Revision of the neotropical spider genus Gephyroctenus (Araneae: Ctenidae: Calocteninae). Revista Brasileira de Zoologia, vol. 25, no 4, p. 705-715 (texte intégral).